# Idaea subterfundata
Idaea subterfundata là một loài bướm đêm trong họ Geometridae.